# Orientocoluber spinalis
Orientocoluber spinalis är en ormart som beskrevs av Peters 1866. Orientocoluber spinalis är ensam i släktet Orientocoluber som ingår i familjen snokar. Inga underarter finns listade i Catalogue of Life.
Arten förekommer i Asien från Ryssland och Kazakstan över Mongoliet och Kina till Koreahalvön.
Den är med en längd av 75 till 150 cm en medelstor orm. Habitatet utgörs av stäpper. Individerna jagar små däggdjur och andra kräldjur. Honor lägger ägg.